# Заяння
Заяння (рос. Заянье) — присілок в Плюському районі Псковської області Російської Федерації.
Населення становить 226 осіб. Входить до складу муніципального утворення Лядська волость.

## Історія
Від 2015 року входить до складу муніципального утворення Лядська волость.

## Населення
| 2001 | 2002 | 2010 |
| ---- | ---- | ---- |
| 369  | ↘311 | ↘226 |